# Hijuelas
Hijuelas ist eine Stadt und Gemeinde in der Provinz Quillota in der Región de Valparaíso in Chile. Bei der Volkszählung im Jahr 2017 hatte sie 17.988 Einwohner. Die Gemeinde erstreckt sich über eine Fläche von 267,2 km².

## Geschichte
1976 erhielt der Ort den Titel Villa Conchalí. Im Jahr 1981 begann eine Bewegung zur Gründung der Gemeinde Hijuelas, bis schließlich am 25. Februar 1897 die Gemeindegründung stattfand.

## Bevölkerung
Laut der Volkszählung des Nationalen Statistikinstituts von 2002 hatte Hijuelas 16.014 Einwohner (8161 Männer und 7853 Frauen). Davon lebten 8196 (51,2 %) in städtischen Gebieten und 7818 (48,8 %) in ländlichen Gebieten. Die Bevölkerung wuchs zwischen den Volkszählungen 1992 und 2002 um 14,9 % (2076 Personen). Im Jahr 2017 zählte man 17.988 Personen.

## Orte
Neben der Stadt Hijuelas befinden sich in der Gemeinde folgende Orte:
- Villa Valle Aconcagua
- Villa Viveros
- Villa Las Palmas
- Los Aromos
- Navarino
- Villa Italia
- Los Naranjos
- La Concepción
- Cardenal Silva Henríquez
- Gabriela Mistral
- Los Canales 1
- Los Canales 2
- Villa Los Jardines
- San Nicolás
- Los Altos del Valle
- Sven Krarup
- Ignacio Carrera Pinto
- San Fernan
- Santa Inés
- Carlos Álvarez
- Condominio Social Sor Teresa
- Condominio Oasis de la Campana

## Persönlichkeiten
- Jorge Ortiz (* 2004), Fußballspieler